# Bachman-Turner Overdrive (musikalbum)
Bachman-Turner Overdrive är den kanadensiska rockgruppen Bachman-Turner Overdrives debutalbum, utgivet 1973.

## Låtlista
1. "Gimme Your Money Please" (C.F. Turner) - 4:41
2. "Hold Back the Water" (Randy Bachman/Robbie Bachman/Kirk Kelly) - 5:06
3. "Blue Collar" (C.F. Turner) - 6:10
4. "Little Gandy Dancer" (Randy Bachman) - 4:22
5. "Stayed Awake All Night" (Randy Bachman) - 4:07
6. "Down and out Man" (Tim Bachman/R.B. Charles) - 3:12
7. "Don't Get Yourself in Trouble" (Randy Bachman) - 3:12
8. "Thank You for the Feelin'" (C.F. Turner) - 4:07